# Megachile bruchi
Megachile bruchi är en biart som beskrevs av Carlos Schrottky 1909. Megachile bruchi ingår i släktet tapetserarbin, och familjen buksamlarbin. Inga underarter finns listade i Catalogue of Life.